# Abborregöl (Hjorteds socken, Småland, 638457-152874)
Abborregöl är en sjö i Västerviks kommun i Småland och ingår i Botorpsströmmens huvudavrinningsområde.